# ГЕС Сальто І-ІІ
ГЕС Сальто I—II — гідроелектростанція у центральній частині Колумбії поблизу її столиці Боготи. Знаходячись між ГЕС Каноас (45 МВт, вище по течії) та ГЕС Лагунета, входить до складу каскаду на річці Богота, правій притоці Магдалени (впадає до Карибського моря в місті Барранкілья).
З 1923 року поблизу Боготи працювала ГЕС Salto del Tequendama, чотири генератори якої мали загальну потужність лише 8,475 МВт. Зростаючий попит на електроенергію невдовзі змусив розпочати будівництво тут нової станції, котра надалі стала відома як Сальто І. Роботи почались у 1939 році та супроводжувались певними ускладненнями. Зокрема, в січні 1940-го внаслідок вибуху двигуна у Середземному морі затонув італійський пароплав Orazio, на якому доправляли один з трансформаторів ГЕС. Втім, у вересні 1941-го вдалось ввести в експлуатацію перший гідроагрегат, а осінню наступного року до нього приєднався другий. При цьому одну з турбін постачила швейцарська Escher Wyss, а замовлення на другу видали компанії Pelton (можливо відзначити, що саме американський інженер Пелтон був винахідником розрахованих на дуже великий напір турбін).
Плани подальшого розширення на певний час затримала Друга світова війна. На тлі охопивших на той час світ військових дій та логістичних ускладнень швейцарці запросили за третю турбіну (яка поки планувалась у якості резервної) майже втричі більшу ціну, тоді як у США потребно було отримати дозвіл уряду на укладання відповідного контракту з General Electric, що сталось лише 1944-го. У підсумку ГЕС Сальто І виявилась повністю завершеною в 1951-му, коли запрацював її останній гідроагрегат. Це, зокрема, стало можливим завдяки введенню в експлуатацію водосховища Муна з об'ємом 42 млн м3. Його створили за допомогою земляної греблі висотою 20 метрів на лівій притоці Боготи, котра має устя за 5 км вище від водозабору ГЕС Сальто. При цьому саму Боготу в межах проєкту Муна також перекрили водозабірною спорудою, біля якої облаштували насосну станцію, здатну при наявності надлишку ресурсу закачувати в резервуар 4 м3/сек. Можливо відзначити, що у 1980-х роках сховище Муна стало вихідним пунктом нового дериваційного каскаду, у якому живить ГЕС Параїсо.
За рік після Муна вище по сточищу звели земляну греблю Сісга висотою 54 метри, яка перекрила однойменну ліву притоку Боготи та утворила сховище об'ємом 94 млн м3. А споруджена ще через рік все так же земляна гребля Neusa висотою 45 метрів утримує в долині іншої притоки Боготи (тільки правої) резервуар з об'ємом 110 млн м3. Все це дозволило стабілізувати потік у річці та забезпечити збільшення виробітки електроенергії. При цьому Сісга та Neusa знаходяться вище від водозабору станції верхнього рівня Каноас, тоді як устя Муни розташоване після нього.
Для роботи станції Сальто на Боготі за 0,8 км після виходу відвідного каналу ГЕС Каноас облаштували водозабірну греблю, яка утримує невелике балансуюче сховище з об'ємом 37,5 тис. м3. Вона спрямовує ресурс до прокладеного через лівобережний масив в обхід водоспаду Tequendama дериваційного тунелю довжиною 1,7 км з діаметром 2,5 метра. Останній переходить у два напірні водоводи довжиною по 0,75 км зі спадаючим діаметром від 1,1 до 1 метра.
Споруджений на березі Боготи машинний зал обладнали чотирма турбінами типу Пелтон потужністю по 14,2 МВт, які при напорі у 410 метрів повинні забезпечувати виробництво 237 млн кВт·год електроенергії на рік.
На початку наступного десятиліття ту саме схему використали для ГЕС Сальто II, для якої спорудили нові водозабір, дериваційний тунель та машинний зал. На цьому об'єкті встановили дві турбіни потужністю по 35 МВт, котрі використовують напір у 415 метрів та забезпечують виробництво 299 млн кВт·год електроенергії на рік. В той же період вище по сточищу на ще одній лівій притоці Боготи створили водосховищі Томіна з об'ємом понад 600 млн м3.
Видача продукції відбувається по ЛЕП, розрахованій на роботу під напругою 115 кВ.